# Dezső Kosztolányi
Dezső Kosztolányi de Nemeskosztolány [ˈdɛʒøː ˈkostolaːɲi] (ur. 29 marca 1885 w Szabadce, dziś Serbia, zm. 3 listopada 1936 w Budapeszcie) – węgierski pisarz, poeta, dziennikarz i tłumacz.
Po uzyskaniu matury w Szabadce rozpoczął studia literatury w Budapeszcie, które jednakże przerwał. W Budapeszcie poznał takie późniejsze sławy węgierskiej literatury jak Mihálya Babitsa, Gyulę Juhásza, Fryderyka Karinthyego i Milána Füsta.
Swe pierwsze wiersze publikował od 1920, a w 1928 przetłumaczył na węgierski Śmierć Dantona Georga Büchnera. Zlecenie tłumaczenia tej sztuki pochodziło od Sceny Budapeszteńskiej, a sam Kosztolányi uczestniczył też w znacznej mierze w przygotowaniu przedstawienia. W 1931 został pierwszym przewodniczącym węgierskiego PEN Clubu.
Kosztolányi pisał z łatwością, publikując artykuły i opowiadania w gazetach (m.in. w „Pester Lloyd” i „Nyugat”). Oprócz tego napisał 12 tomików poezji i powieści. Jego styl odznaczał się jasnością i czystością wyrazu.
Kosztolányi prezentował poglądy mieszczańsko-konserwatywne. Czasem używa się wobec niego określenia „węgierski Hugo von Hofmannsthal”.

## Wybrana twórczość[3]

### Powieści
- Nero, krwawy poeta (Nero, a véres költő, 1922; I wyd. pol. 1928)
- Ptaszyna (Pacsirta, 1924; I wyd. pol. 1962)[4]
- Złoty latawiec (Aranysárkány, 1925)
- Grzech słodkiej Anny (Édes Anna, 1926; I wyd. pol. 1931)
- Esti Kornél (1933; I wyd. pol. 1981)[5]

### Zbiory opowiadań
- Tengerszem (1936)

### Tomiki poezji
- W czterech ścianach (Négy fal között, 1907)
- A szegény kisgyermek panaszai (1910)
- Kenyér és bor (1920)
- A bús férfi panaszai (1924)
- Meztelenül (1928)
- Számadás (1935)